# Boissons du Cameroun
La société anonyme des Boissons du Cameroun, anciennement Brasseries du Cameroun, abrégé en SABC, fondée en 1948, est l'une des plus importantes entreprises camerounaises et est l'une des entreprises du Groupe Castel.

## Histoire

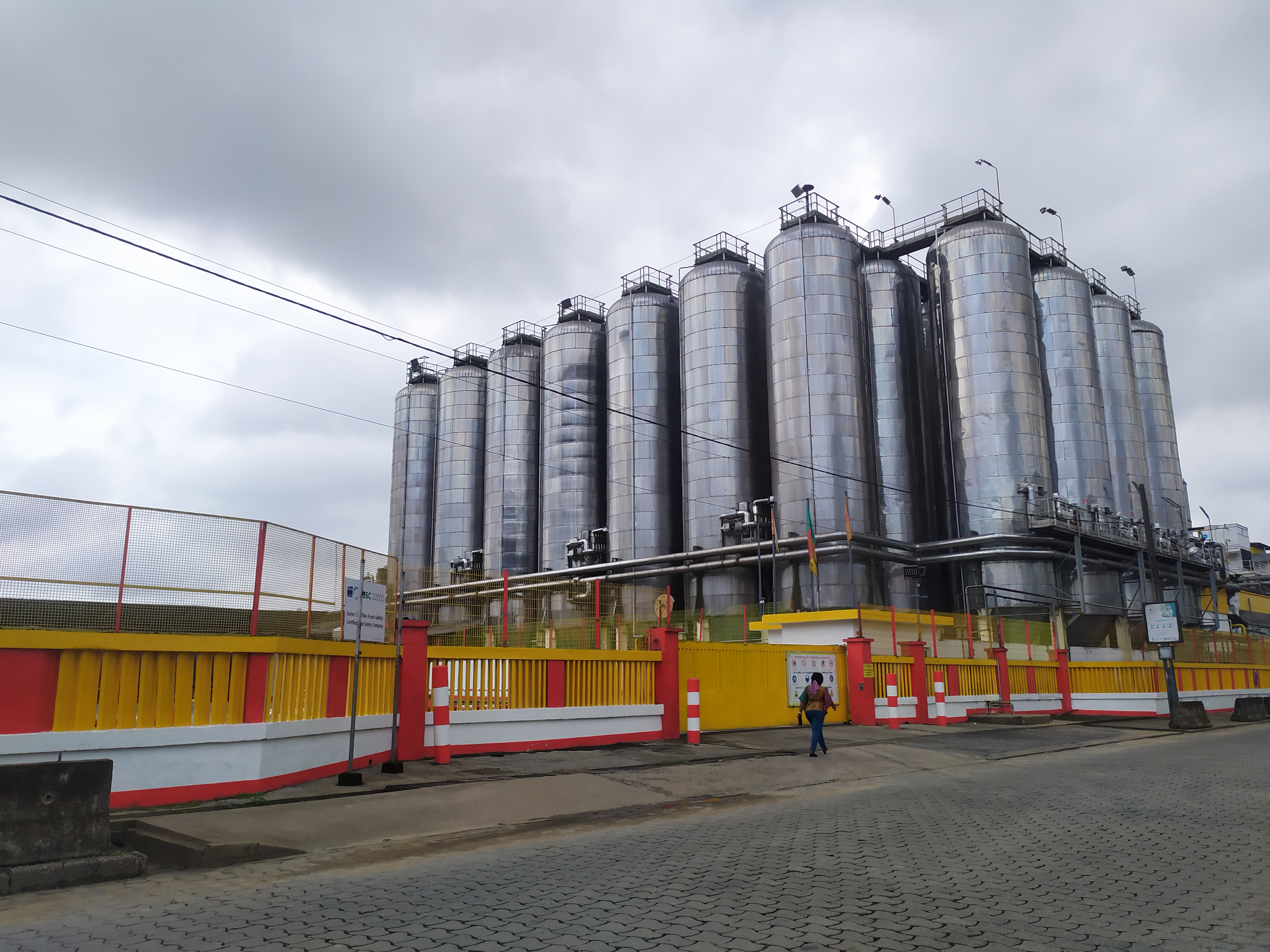
Usine des Brasseries du Cameroun à Bali, Douala.

La SABC est créée le 3 février 1948 par la société française Brasseries et Glacières Internationales (BGI) et commença ses activités dès 1950 avec la fabrication et la vente de bière et de sodas au Cameroun. En 1963, la société obtient une licence pour fabriquer la marque Coca-Cola puis, en 1980, celle de la marque Schweppes.
En 1982, le premier concurrent de la SABC est créé, les Nouvelles Brasseries Africaines (NOBRA) et d'autres sociétés viendront s'ajouter sur le marché des boissons. En 1990, la BGI est rachetée par le groupe français Castel. L'année suivante, en 1991, la SABC rachète son concurrent « International Brasseries » au groupe Fotso et le fusionne en 1993. En 2008, elle répète la même action en achetant son concurrent « SIAC Isenbeck » avant de dissoudre par la suite cette nouvelle filiale par une décision prise le 31 décembre 2016.
Le 13 décembre 2022, la Société anonyme des Brasseries du Cameroun change de nom et devient Société anonyme des Boissons du Cameroun en gardant le même sigle SABC,.
Elle réalise en 2022 un chiffre d'affaires de 587,2 millions de dollars soit environ 362,9 milliards de Franc CFA. Ce qui lui permet d'occuper la 3e place nationale et la 313e place africaine des meilleurs entreprises africaines selon le classement du magazine Jeune Afrique de 2022.

## Produits

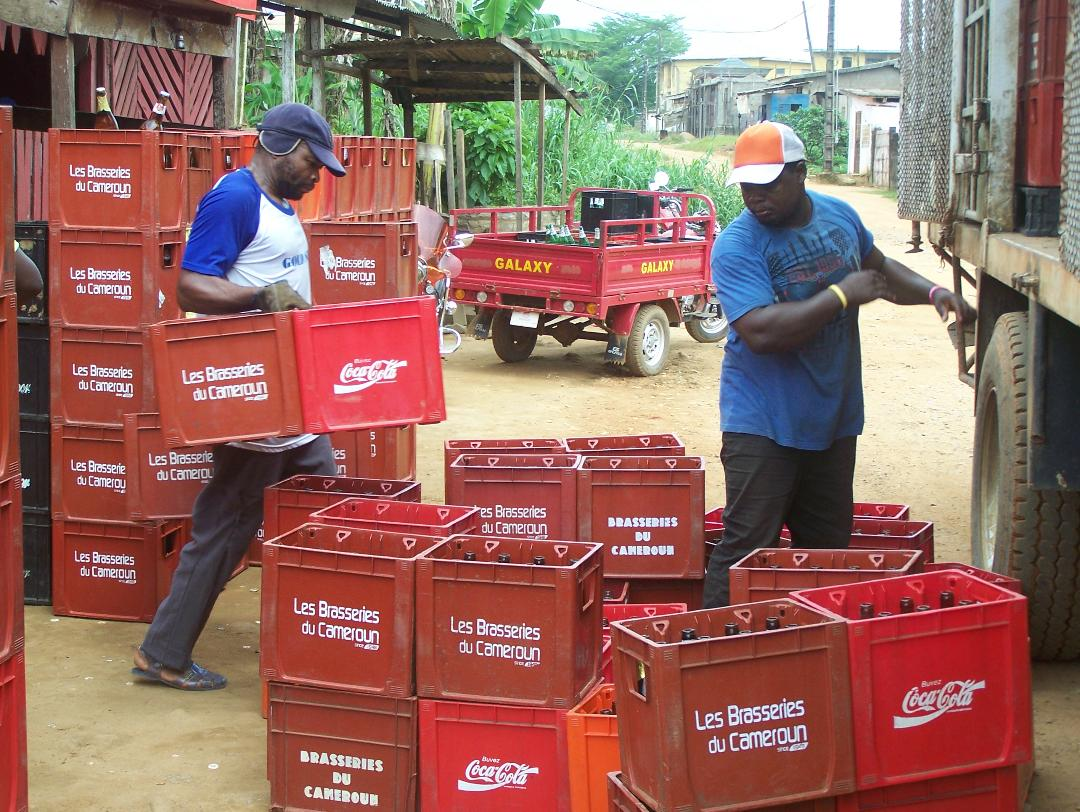
Produits en cours de chargement.

Les principaux produits des brasseries du Cameroun sont :
- Bières : sous les marques : Beaufort, Beaufort Light, Beaufort tango 33 Export, Castel Beer, Castle Milk Stout, Mützig, Amstel, Heineken, Manyan, Pelforth, Doppel
- Boissons alcoolisées : Booster Whisky cola, Booster Cider, Booster Gin Tonic
- Boissons énergisantes : XXL
- Sodas : TOP, World Cola, Vimto, D’jino, Orangina, Malta tonic
- Eau minérales (via la SEMC) : Source Tangui, Eau Vitale

La société détiendrait environ 71,3 % du marché des bières, 74,7 % du marché des boissons gazeuses et 27,2 % du marché de l’eau minérale (source SABC). Pourtant leader auparavant sur le segment des eaux minérales avec une part de marché de 65 %, elle a vu son pourcentage chuter à près de 20 % face à une forte concurrence et en particulier « Source du Pays » et son produit « Ô pur ». Mais le groupe SABC se repositionne petit à petit sur le marché avec une part de 40 % en 2022 et reste leader incontesté dans le marché des bières blondes avec 70 %.
La société SABC annonce dans un communiqué publié le 27 mai 2022, qu’elle arrête la production, la communication et la commercialisation des produits Coca-Cola, à compter du 1er juillet 2022, après 59 ans de partenariat entre SABC et The Coca-cola Company. C'est aussi le cas des autres filiales africaines du groupe Castel (SOBRAGA, SOBEBRA…), qui sont concernées par cette fin de la collaboration avec le géant américain des boissons gazeuses.

## Filiales
Le Groupe SABC possède 4 filiales :
- Les Boissons du Cameroun - SABC, fabrication et commercialisation des boissons alimentaires, leader de l’industrie brassicole (moteur de l’agro-industrie).
- Société des eaux minérales du Cameroun - SEMC, fabrication des eaux minérales « Source Tangui » et « Eau Vitale », première entreprise cotée au Douala Stock Exchange.
- Société Camerounaise de Verrerie - SOCAVER, expert en emballages (Turbo Packaging), commercialise plus de 100 références de produits en bouteilles, 2 références produits casiers et 6 références produits préformes.
- Compagnie Fermière du Cameroun - CFC, leader agricole (Turbo agricole), dispose d’une maïserie et s’approvisionnera auprès de coopératives[Quand ?] — gros producteurs privés et unions de producteurs — pour satisfaire ses besoins qui se situent à 40 000 tonnes de maïs en grain par an.

## Identité visuelle

avant 2022
depuis 2022

## Philatélie
En 1970, la République fédérale du Cameroun a émis deux timbres dédiés aux Brasseries du Cameroun, l'un intitulé « Brassage » (15 F), l'autre « Cave » (30 F).

## Sources
- (en) Breweries List per country (Cameroon)